# 水土流失
水土流失是一种自然界现象，指地球最外层的土壤圈不断受到风、水、冰融等外力的侵蚀作用，导致地表的土壤、母质及岩石受到各种损失（土壤侵蚀）、移动和堆积而流失，以至于被土壤承载容纳的地表水和地下水资源也因此一同损失。水土流失会造成陆地生态系统和淡水生态系统的承载能力大大降低，导致生物多样性的降低。是水土流失的主要原因。水土流失会导致土地退化。
狭义的“水土流失”是特指水力侵蚀地表土壤的现象，使水土资源和土地生产力受到破坏和损失，影响到人类和其他动植物的生存。人类对土地的利用，特别是对水土资源不合理的开发和经营，使土壤的覆盖物遭受破坏，裸露的土壤受水力冲蚀，流失量大于母质层育化成土壤的量，土壤流失由表土流失、心土流失而至母质流失，终使岩石暴露。（《中国大百科全书·环境科学》）

## 危害
侵蚀是自然环境恶化的重要原因。由于水的流动，带走了地球表面的土壤，使得土地变得贫瘠，岩石裸露，植被破坏，生态恶化。
这种自然现象可以是循环作用的，生态恶化引起水土流失，水土流失又使得生态更加恶化。于是土地退化，无法耕种。植物死亡，地表裸露。恶劣的生态又更导致气候的变化，使得生物可生存的环境变坏。
水土流失还会使得泥沙淤积，河床抬高，引起水流不畅，水质混浊，甚至导致洪水泛滥，河流改道，就如中国的黄河。
中国水土流失强度分为：微度、轻度、中度、强度、极强度、剧烈等六级。
从侵蚀类型看，西北部黄土高原的水土流失主要是因土质疏松，降水集中。黄土或松散的风化壳在缺乏植被保护情况下极易发生侵蚀。地面坡度越陡，地表径流的流速越快，对土壤的冲刷侵蚀力就越强。坡面越长，汇集地表径流量越多，冲刷力也越强。主要是流失型侵蚀；而南方地区，地形起伏，降水量大，降雨强度超过土壤入渗强度产生地表（超渗）径流，造成对地表的冲刷侵蚀。水土流失则常是降水型侵蚀。

## 主要受影响地区
中国黄土高原地区，受季风影响较大，降水集中。沙粒堆积而成的黄土遇上雨水极易冲刷，加上河流直接冲刷的泥沙，极易造成水土流失。目前水土流失较为减缓，主要原因是中国政府启动了黄土高原水土流失治理。
非洲萨赫勒地区，属于撒哈拉沙漠和熱帶草原氣候交界点。沙子易冲刷，降水量又像热带草原气候一样集中，导致水土流失严重，人为活动（比如過度放牧等）加剧了水土流失。
印度德干高原，主要结构多为玄武岩风化形成的红土，结构不稳定，一旦遇上热带季风气候的强降雨，就会大量被冲刷。高强度农业活动和森林砍伐导致严重水蚀，无疑加剧了水土流失。
南美洲安地斯山脈东坡与亞馬遜雨林边缘地区坡度较高，并且拥有雨影效应，导致大量降雨，易发生滑坡与水蚀。人类对亚马逊雨林的砍伐让水土流失的影响更大。
东南亚山区森林砍伐严重，拥有大面积裸露的地表，并且季风的强降雨将这种情况变本加厉，使得东南亚的水土流失极为严重。
地中海沿岸丘陵地带，长期人类活动（放牧、农业活动）以及地中海式气候冬季的强降雨，导致水土流失。

## 正面影響
相对于土壤原生地的环境变化，侵蚀作用对于其他地区也可能是正面的，如水流将泥沙碎石带入河的下游，形成平坦的冲积平原，适合于人类和动植物的繁衍生存。
由雪、霜、阳光、雨水对地表岩石的作用称为风化。暴露在空气中的岩石会受到天气影响，长期冷热交替，有些岩石会因而开裂。岩石中的水结冰时会膨胀，也会使岩石开裂。雨水是稀酸，可溶化或改变岩石内的化学物质。植物的根和穴居动物也会加速风化。因为风化而碎裂的石块会由水、冰、风带走，而如果水、冰、风内如有石块，即使非常细小，也能大大加强侵蚀的作用，改变地貌。碎裂的岩石颗粒在自然力、水和微生物的作用下，逐渐形成土壤。